# Walter Kornexl
Walter Kornexl (* 22. November 1938 in Bregenz) ist ein ehemaliger österreichischer Politiker (ÖVP) und Kaufmann. Er war von 1989 bis 1999 Abgeordneter zum Vorarlberger Landtag.

## Ausbildung und Beruf
Kornexl besuchte nach der Volksschule das Bundesgymnasium Feldkirch und legte dort 1957 die Matura ab. Er studierte in der Folge ab 1957 Rechtswissenschaften an der Universität Wien und wechselte 1959 zum weiteren Studium an die Universität Innsbruck. 1962 schloss er sein Studium in Innsbruck mit der Promotion zum Doktor der Rechte (Dr. jur.) ab. Nachdem er 1963 den Präsenzdienst abgeleistet hatte, trat er 1963 in den Dienst der Bundeswirtschaftskammer Wien, wo er in der Abteilung Außenwirtschaft bis 1970 in den Dienststellen Nairobi, Singapur, Jakarta und Tokio. 1970 wechselte er als Angestellter zur Handelskammer Feldkirch, wo er im Ressort Außenwirtschaft und Verkehr beschäftigt war. Kornexl arbeitet bis zu seiner Pensionierung am 1. Jänner 1999 für die Handelskammer Feldkirch.

## Politik und Funktionen
Kornexl wurde während seines Studiums 1957 Mitglied der CV-Verbindung „KaV Norica Wien“ und danach 1959 Mitglied der CV-Verbindung „AV Raeto-Bavaria Innsbruck“. 1963 trat er der Österreichischen Volkspartei bzw. dem Österreichischen Wirtschaftsbund bei. Er fungierte von 1989 bis 1999 als Ortsobmann des Wirtschaftsbundes Frastanz und war innerparteilich zudem Mitglied der ÖVP Bezirksleitung Feldkirch und von 1989 bis 1999 Mitglied des Landesparteileitung der ÖVP Vorarlberg. Lokalpolitisch wirkte er von 1975 bis 1980 sowie von 1958 bis 2000 als Mitglied der Gemeindevertretung von Frastanz.
Vom 24. Oktober 1989 bis zum 4. Oktober 1999 vertrat er als Abgeordneter des Wahlbezirkes Feldkirch die Volkspartei im Vorarlberger Landtag, wobei er innerhalb des ÖVP-Landtagsklubs Bereichssprecher für Wirtschaft, Verkehr, Energie und Europa war. Zudem war er unter anderem stellvertretender Obmann des Volkswirtschaftlichen bzw. Finanzausschusses und Obmann bzw. stellvertretender Obmann des Energiepolitischen.
Neben seinen politischen Funktionen engagierte er sich von 1996 bis 2000 als Präsident der Rheintalischen Grenzgemeinschaft. Er war Mitglied und Obmann des Pfarrgemeinderates Frastanz, Mitglied des Kirchenchors Frastanz, Mitglied des Tennisklub Frastanz, Mitglied des Sparkassenvereins Feldkirch und Aufsichtsratsmitglied des Sparkassevereins.

## Privates
Walter Kornexl wurde als Sohn des Richters Leopold Kornexl und dessen Gattin Agnes Kornexl geboren. Er heiratete 1964 seine Gattin Gudrun und wurde zwischen 1965 und 1979 Vater von zwei Söhnen und drei Töchtern.

## Werke
- Die österreichischen Textilexporte im Rahmen des Accordino. In: 40 Jahre "Accordino", 1989, S. 195–198
- Fruchtsäfte in den Accordino-Warenlisten. In: 40 Jahre "Accordino", 1989, S. 190–191
- Vorarlberg – Spitzenstellung im Export. In: Wirtschaftsjournal Vorarlberg, 1984, Dezember S. 7, 9